# Handball-Verbandsliga Bayern 1988/89
Die Handball-Verbandsliga Bayern 1988/89 wurde unter dem Dach des „Bayerischen Handballverbandes“ (BHV) organisiert, sie stellt den Unterbau zur Handball-Bayernliga dar und war als fünfthöchste Liga im deutschen Ligensystem eingestuft. 

## Saisonverlauf
Meister der Verbandsliga Nord wurde die TG 1861 Heidingsfeld und Vizemeister war die CSG Erlangen II. Meister der Südgruppe war der SC Freising und Vizemeister der TuS Fürstenfeldbruck. Die Meister und Vizemeister jeder Gruppe hatten direktes Aufstiegsrecht.

### Modus

Bereich des „Bayer. Handballverbandes“ (BHV)

Die in Gruppe Nord und Süd eingeteilte Liga bestand aus je zwölf Mannschaften. Es wurde eine Hin- und Rückrunde gespielt. Platz eins jeder Gruppe war Staffelsieger und Direktaufsteiger in die Bayernliga. Die zweiten Plätze waren ebenfalls Direktaufsteiger. Die Platzierungen zehn bis zwölf jeder Gruppe waren Direktabsteiger.

## Teilnehmer
Nicht mehr dabei waren die Aufsteiger der Vorsaison TV 1877 Lauf, Bayreuther TS 1861 und TV Eggenfelden. Neu dabei waren die Absteiger aus der Bayernliga TG 1861 Heidingsfeld, 1. FC Nürnberg, TSV Göggingen und die sechs Aufsteiger aus den Bezirksligen.

### Aufstiegsrelegation
Gewinnt der Zweitplatzierte der Gruppe Nord, die CSG Erlangen II.